# Boyuncuk, Arhavi
Boyuncuk là một xã thuộc huyện Arhavi, tỉnh Artvin, Thổ Nhĩ Kỳ. Dân số thời điểm năm 2010 là 23 người.